# John Locke
|  | Per a altres significats, vegeu «John Locke (Lost)». |

John Locke   (Wrington, 29 d'agost de 1632 (Julià) - High Laver, 28 d'octubre de 1704 (Julià)) fou un filòsof empirista anglès que va treballar sobretot amb temes relacionats amb el govern i l'epistemologia. També és conegut com el pare del Liberalisme clàssic.
Locke estudià medicina a la Universitat d'Oxford, ingressà al cos diplomàtic la qual cosa li va permetre residir a França un cert temps i contactar amb els cartesians. El 1683 es refugià a Holanda per evitar represàlies polítiques. Després de la Revolució Gloriosa de 1688 tornà al seu país i va escriure les seves obres més importants:
- Assaig sobre l'enteniment humà (An Essay Concerning Humane Understanding, 1689)', de caràcter empirista.
- Assaig sobre el govern civil (considerada el manifest del liberalisme modern).

L'Assaig sobre l'enteniment humà comença amb una crítica demolidora a l'afirmació de l'existència d'idees innates en l'enteniment, preconitzada pels racionalistes: quan es neix, l'enteniment és com una pàgina en blanc o tabula rasa. Com que no hi ha idees innates en l'home, aquestes no poden fonamentar la comprensió del món. Com la resta d'empiristes, Locke considerarà que el coneixement s'extreu de l'experiència (empiria en grec) a través dels sentits.

## Biografia
John Locke va néixer a Wrington (prop de Bristol), Anglaterra, el 29 d'agost de 1632. El seu pare, procurador, després capità al servei del parlament el 1648, va quedar arruïnat durant la guerra civil. Locke va aprendre llatí i grec, i la filosofia d'Aristòtil a l'escola de Westminster (1646 – 1652).
A part de la Westminster School, es va educar en la Christ Church d'Oxford. En 1658 es va convertir en tutor i professor de Grec i Retòrica. Més tard va tornar a Oxford i va estudiar medicina.
Va entrar a Oxford el 1652. Hi havia llavors una rivalitat entre els seguidors de Plató de Cambridge i els d'Aristòtil d'Oxford. Des de feia algun temps, el coneixement tradicional era qüestionat per filòsofs com Francis Bacon, Thomas Hobbes i René Descartes. Va ser per la lectura de Descartes que Locke es va interessar veritablement per la filosofia, cap a 1659. Va ser igualment influenciat per savis com Robert Boyle i Sydenham. Ell mateix desitjava ser metge.
Locke va fer amistat amb Lord Ashley, comte de Shaftesbury i ministre de Carles II d'Anglaterra. Va ser secretari del Board of Trade de 1672 a 1675. Entre 1675 i 1679, viatja a França (Montpeller, París), estudia Descartes i freqüenta els esperits més brillants del moment. El 1682, de resultes de la reacció tory, Shaftesbury i Locke s'exilien d'Anglaterra i es refugien al comtat d'Holanda. Locke torna al seu país el 1689.
La fama de Locke era més gran com a filòsof que com a pedagog. Pràcticament tot el pensament posterior va ser influenciat pel seu empirisme, fins a desembocar en l'escepticisme de Hume. Per la part pedagògica, Locke no va pretendre crear un sistema educatiu, sinó explicar les pautes de l'educació per als fills de la noblesa, per tant les seves idees representen tant un reflex de la percepció pedagògica del seu temps com una reflexió profunda sobre les seves bondats, defectes i el seu abast.
Va influir de manera determinant en les idees de la Revolució Gloriosa i la Declaració de Drets Britànica de 1689.
Després d'algunes vicissituds en el món de la política internacional, que li valgueren no pocs problemes, Locke va bolcar l'experiència de la seva vida intel·lectual en dues obres cimeres: Assaig sobre l'enteniment humà (1690) i Pensaments sobre educació (Some Thoughts Concerning Education, 1692). L'última part de la seva vida va ser dedicada a tasques administratives i econòmiques, va morir a Oates, el 28 d'octubre de 1704. SARA

## Bases del pensament de John Locke
La seva epistemologia és sensualista, no creu en cap innatisme o determinisme. Considera que el coneixement es basa damunt les observacions fetes amb els sentits, raó per què rebutja la idea d'una veritat absoluta a favor de la probabilitat matemàtica. Per Locke, el coneixement només abasta les relacions entre els fets, al com, no al perquè. Per altra part creu percebre una harmonia global, suportat en creences i supòsits evidents per si mateixos, i així els seus pensaments també contenen elements propis del racionalisme i el mecanicisme.
Creu en un Déu creador proper a la concepció calvinista del gran rellotger, basant la seva argumentació en la nostra pròpia existència i la impossibilitat del no-res de produir quelcom, un Déu tal com el que descriu el pensador del racionalisme Descartes al Discurs del mètode, a la tercera part d'aquest. De l'essència divina només poden ser coneguts els accidents i els seus designis només es poden advertir a través de les lleis naturals.
Tracta la religió com un assumpte privat i individual, que afecta només la relació de l'home amb Déu, no les relacions humanes. En virtut d'aquesta privatització, l'home s'allibera de la seva dependència de la disciplina i imposicions eclesiàstiques, i sostrau la legitimitat confessional de l'autoritat política, ja que considera que no hi ha cap base bíblica per a justificar un estat cristià.
Considera la llei natural com un decret diví que imposa l'harmonia global a través d'una disposició mental (reverència, temor a déu, afecte filial natural, amor al pròxim), concretada en accions prohibides (robar, matar i en definitiva tota violació de la llibertat aliena), que obliguen a favor de la convivència.

## Teoria del coneixement
Malgrat que no accepta les idees innates, sí que accepta la divisió cartesiana de la realitat: pensament (jo), infinitud (Déu), extensió (Món) i afirma que les nostres idees són un reflex de la realitat del món, però que cal veure què són i com s'originen en l'enteniment.
Les idees són «tot allò que la ment percep en si mateixa o és objecte de percepció, pensament o enteniment», és a dir, qualsevol contingut mental és una idea, que són un reflex del món. L'origen de totes les idees és l'experiència, que pot ser externa (de sensació) o bé interna (de reflexió), i ens informen del món mitjançant les idees que aquest produeix en nosaltres, i que anomenem «idees simples».
La ment, a més, té la capacitat d'associar i combinar aquestes idees simples, produint així les «idees complexes», que poden ser:
- de substància - coses individuals que existeixen.
- de mode - les que no existeixen en si mateixes sinó en una substància.
- de relacions - que descriuen associacions d'idees.

Només coneixem idees i aquest coneixement té dos vessants:
- La passiva - consciència dels continguts mentals.
- L'activa - anàlisi que en fa la ment.

En tots dos casos, l'experiència esdevé l'element determinant. Com a font de les idees, determina la possibilitat del coneixement i també els seus límits; i com a únic element de contrastació de les idees, és el que legitima el coneixement. Locke estava atret per certs aspectes de la ciència nova, sobretot el racionalisme cartesià, i no veia gaire utilitat a les discussions escolàstiques que tenien lloc en els estudis a la universitat d'Oxford.

### L'objectiu de Locke i el seu mètode
Per problemes morals i religiosos, Locke s'introdueix en una anàlisi crítica dels poders de l'enteniment, per tal de determinar l'extensió del coneixement humà. Locke es posarà com a objectiu de determinar l'origen, els graus de certesa i l'extensió dels coneixements humans, els seus fonaments i els graus de fe que se'ls pot concedir, les opinions i els assentiments que es poden tenir.
Aquest pas exclou d'entrada les especulacions cartesianes sobre la naturalesa de l'ànima i les seves relacions amb els moviments fisiològics. En efecte, l'examen es refereix només a les facultats de l'home i sobre els objectes que es presenten al seu esperit. Aquest mètode hauria de permetre així comprendre com l'enteniment forma idees de les coses, i per allà, veure quines són les fites del coneixement humà.
El mètode consistirà a observar els fets de l'ànima i a descriure l'experiència de la interioritat. L'anàlisi psicològica lockiana serà així un estudi de les idees. Aquesta empresa és la primera formulació precisa i rigorosa del problema crític.

### Les idees
Tots els nostres coneixements són fets d'idees, per exemple, en un sentit ampli, «tot objecte que l'esperit distingeix immediatament», o «el que pugui ser el que ocupa el nostre esperit quan pensa. », que és una definició molt propera de la de Descartes.
Es pot resumir en dues qüestions la seva anàlisi en l'Assaig sobre l'enteniment humà : com es formen les nostres idees i quina relació tenen les nostres idees amb les coses? Però Locke procedeix en principi a una llarga crítica de la Teoria de les idees innates.

#### La crítica de les idees innates
Ja que Locke es proposa cercar l'origen de les nostres idees, la teoria de les idees innates es presenta de manera natural a l'esperit. Ara bé, per a Locke, totes les idees deriven en realitat de l'experiència dels nostres sentits i de la nostra reflexió. La refutació de l'innatisme li permetrà justificar la seva tesi.
Primer de tot, segons l'innatisme, hi ha idees que són universals: el principi d'identitat, el principi de contradicció, la idea que tenim de Déu, etc. Però l'experiència ensenya de manera evident el contrari: els nens no tenen consciència d'aquestes idees, i en altres civilitzacions diferents de la nostra de les preteses idees morals innates són totalment absents. Des d'aquest punt de vista, l'innatisme és insostenible.
Però una idea innata és igualment una idea que es troba en l'enteniment. Ara bé, si és en l'enteniment, ha de ser percebuda; d'aquí es conclou que tots els homes haurien de tenir consciència de les idees innates des del seu naixement, que aquestes idees haurien de ser totes les seves primeres idees, l'objecte primer del seu esperit, cosa que és manifestament absurda. En efecte: o bé una idea no percebuda per l'enteniment mai no ha estat en l'enteniment, o bé ha estat percebuda i ha de ser per tant coneguda. Una idea no pot ja que ser a l'ànima sense ser-hi objecte de l'enteniment. Per definició, la idea és el que és en l'esperit; sostenir que una idea és en l'ànima sense ser concebuda, és dir que aquesta idea no és una idea.
Cal ja que tota idea innata sigui immediatament detectada. Aquí apareixen dues objeccions: una, ja evocada, la ignorància de les idees innates en la qual es troba una gran part de la humanitat, i l'altra: si alguns homes no coneixen les idees innates, no les reconeixeran quan es presentin a l'enteniment i no són enteses immediatament (cosa que succeeix en l'aprenentatge) llavors aquestes idees mostren el seu caràcter no innat.
El que és ja que criticat per Locke, és la teoria que l'ànima humana contindria passivament idees independentment de l'experiència. Aquesta teoria criticada no és la de Descartes; en efecte, per a Descartes, les idees innates són idees que resulten de l'activitat de l'enteniment. Al final, no se sap gaire a qui Locke adreça les seves crítiques, potser als platònics de Cambridge.

#### Origen de les nostres idees
Si no hi ha cap idea innata, com formem les idees? Locke formula sobre aquest punt la metàfora de la tabula rasa (White paper) per descriure l'esperit humà abans del seu contacte amb el món. L'esperit no conté cap caràcter, cap idea. No queda més que l'experiència i l'enveja: només l'experiència pot ser el fonament dels nostres coneixements. La matèria del nostre esperit és o bé els objectes externs (idees que venen dels sentits) o bé les operacions del pensament mateix (idees que venen de resultes de l'acció de la reflexió): en tots dos casos, les idees provenen de l'experiència. Pels sentits, una excitació o un moviment sobre el cos ens fa percebre qualitats sensibles; per la reflexió, l'ànima rep la impressió de la seva pròpia activitat quan percep les coses del món exterior.
Aquestes idees de la sensació i de la reflexió són de dues menes: simples o complexes.

#### Les idees simples
Segons Locke les idees simples són indivisibles i completes, però no són sempre clares; són sense barreja, homogènies i inanalitzables: no es pot ni definir-les ni explicar-les. No es pot tampoc comunicar-les, ni conèixer-les sense experiència personal. Dades immediates de l'experiència, aquestes idees són només els materials del nostre pensament. Distingeix dos tipus d'idees simples: les idees simples de la sensació i les idees simples de la reflexió.
Les idees simples de la sensació entren pels sentits sense cap barreja, i són totes diferents. Algunes d'aquestes idees arriben en un sol sentit, com el so, el gust, etc. D'altres ens venen de diversos sentits alhora: el moviment, l'espai, l'extensió, etc. A propòsit de les qualitats que percebem així, Locke fa tres distincions:
Hi ha qualitats primàries, que no podem separar dels cossos: per exemple, la solidesa, el moviment, etc. Aquestes qualitats són realment en la matèria.
Les qualitats secundàries són la potència que tenen els cossos de produir en nosaltres sensacions per les seves qualitats primàries: la transferència tèrmica, el color, etc. Els percebem directament. Aquestes qualitats no són realment als cossos, i les seves aparences varien amb l'abast dels nostres sentits. Encara que jutgem naturalment que aquestes qualitats siguin als cossos, quan no són percebudes, aquestes qualitats no existeixen. Sense un cos i una ànima per a percebre'ls, la calor, el dolor, etc. no existirien en el món.
Locke distingeix una tercera mena de qualitat: la potència que posseeixen els cossos de produir o de rebre efectes o canvis com els que en resulten per a nosaltres de les alteracions de les nostres percepcions. El foc transforma per exemple la matèria, que percebem llavors de forma diferent. Aquestes qualitats estan percebudes indirectament i no les atribuïm naturalment als cossos.
Les idees simples de la sensació i de la reflexió són idees que resulten d'aquestes dues formes d'experiència: per a Locke, són: el plaer i el dolor, units l'un amb l'altre en gairebé totes les nostres idees; la inquietud (uneasiness ); la potència; l'existència i la unitat que concebem en totes les percepcions d'objectes i per tota idea.
 Les idees de reflexió poden ser dividides seguint dos tipus d'acció; es tracta de veure si es poden descobrir en cadascun idees simples:
- l'enteniment, que comprèn la percepció (tenir una idea), la retenció (recordar les seves idees que, fora d'aquest acte, no són enlloc) i la distinció (capacitat de concebre una idea, d'abstreure, d'aquí el caràcter fictici de les idees generals que no tenen existència més que en el nostre esperit).
- la voluntat: en aquest cas, no sembla haver-hi idees simples.

Així, en resum, les nostres idees simples, per exemple indivisibles, entren al nostre esperit passiu per un o diversos sentits alhora, o són obtingudes per la impressió d'una reflexió sola, o finalment per una reflexió i una sensació.

#### Les idees complexes
Les idees complexes són una combinació d'idees simples. Locke distingeix tres tipus d'idees complexes: modes, substàncies i relacions.
Modes són idees complexes que no subsisteixen per elles mateixes, però són com afeccions de les substàncies. Els modes es divideixen al seu torn en diversos tipus:
- els modes composts d'un sol tipus d'idees simples. Són modificacions d'una idea simple: per exemple, dos és la unitat repetida. L'espai ve de la idea simple d'extensió: és la idea sensible elaborada de distància. La durada ens ve de la idea de successió; el nombre, que implica una unitat estrictament determinada; l'infinit que es forma per l'addició sense fi del finit.
- els modes de pensament: l'esperit percep una gran varietat de les seves pròpies modificacions quan reflexiona sobre ell mateix. Es troba la percepció, la memòria, l'atenció, etc.
- els modes de la voluntat: el poder, la llibertat com a poder de començar o no començar una acció, de perseguir-la o no.
- modes mixtes: són idees independents que l'esperit uneix sense que aquestes modes tinguin existència sensible real (ex.: la mentida).

Substàncies són idees constantment reunides considerades com pertanyent a un objecte. La substància és un tot existint per ell mateix, però no tenim idea precisa de la substància en general.
Relacions són comparacions com l'examen d'una cosa que conté la consideració d'una diferent. Les principals relacions són la causalitat, la identitat i la diversitat.

### El coneixement
Per aquesta anàlisi de les idees, Locke ha establert que tots els nostres coneixements tenen sobre les nostres idees, sobre les relacions que tenen entre elles i sobre les seves modificacions. El coneixement consisteix en la percepció que tenim de la conveniència o la no conveniència que les nostres idees tenen entre elles. Conèixer, és comparar idees, descobrir quines són les seves relacions, i jutjar.
Distingeix quatre menes de conveniències i de no conveniències que corresponen més o menys a àmbits del coneixement humà:
- identitat o diversitat (lògica)
- relació (matemàtica)
- coexistència necessària (física)
- existència real (metafísica)

Distingeix igualment quatre menes de coneixement: de les dues primeres se'n desprèn la certesa; de la tercera l'opinió i la probabilitat; de la quarta la fe.

#### Coneixement intuïtiu
El coneixement intuïtiu és la percepció immediata de la conveniència o de la no conveniència de les idees entre elles, sense idea intermediària. Aquesta intuïció és evident, i produeix la certesa. Així, totes les idees clares i diferents, per exemple les idees abstractes, són evidents; l'esperit concep immediatament que cada idea convé amb ella mateixa i que nega amb totes les altres. No obstant això, aquestes idees no són axiomes del pensament i de les ciències. En efecte, aquests axiomes són inútils per agafar proposicions particulars, i ens poden induir a l'error. Les idees abstractes són evidents pel fet que són la nostra obra, no necessiten ser demostrades. Per exemple:
| « | Això que és la nostra existència, ho veiem amb tanta evidència i certesa que no necessita ser demostrada per cap prova. Penso, raono, sento plaer i dolor; cap d'aquestes coses no em pot ser més evident que la meva pròpia existència? Si dubto de tot altra cosa, aquest dubte fins i tot em convenç de la meva pròpia existència i no em permet dubtar-ne. […] En cada acte de sensació, de raonament o de pensament, nosaltres mateixos estem interiorment convençuts del nostre propi ésser, i aconseguim el més alt grau de certesa que és possible imaginar. | » |

#### Coneixement demostratiu
El coneixement demostratiu consisteix a comparar idees i percebre'n la conveniència o la no conveniència per mitjà d'altres idees que són proves per a la demostració. És la raó que percep aquests vincles entre idees, seguint el fil de la deducció. La deducció comprèn diversos graus:
- descobrir proves;
- ordenar les idees amb claredat i convenientment de manera que les connexions apareguin amb evidència;
- percebre aquestes connexions;
- finalment, concloure.

En l'àmbit de demostració, les matemàtiques són el més alt grau de la certesa, ja que impliquen aquests quatre graus. Concebem intuïtivament les idees abstretes de les matemàtiques, i aquestes intuïcions clares i diferents permeten deduir-ne les propietats. Per contra, l'àmbit de l'experiència no proveeix aquestes idees, no s'hi troba res cert i d'universal, tot hi és contingent. En l'àmbit de la demostració, Locke col·loca igualment la prova de l'existència de Déu; és, segons ell, l'única existència que pot ser provada, amb una certesa igual de la de les matemàtiques. En efecte, si considerem la nostra existència, sabem que algun ésser existeix; ara bé, si el no-ésser no pot produir res, llavors hi ha un ésser que existeix des de l'eternitat.

#### Coneixement sensitiu
Tenim un coneixement intuïtiu de la nostra existència i un coneixement demostratiu de l'existència de Déu. Totes les altres existències les coneixem pels sentits. La idea que tenim d'una cosa no manté cap connexió necessària amb l'existència ni tan sols d'aquesta cosa; la deducció lògica de la idea de l'existència és impossible. Cal la presència d'un objecte perquè en poguem conèixer l'existència.

## Idees polítiques

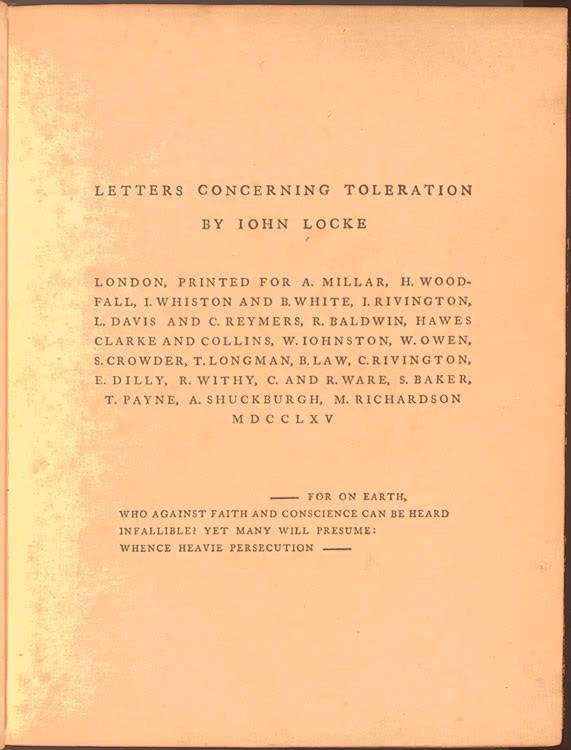
Carta sobre la tolerància
Portada d'una edició de 1765.

John Locke és un dels pares del Liberalisme. En un principi accepta la visió del Pacte Social proposada per Hobbes, però amb molts matisos, tants, que la versió de Locke serà irrecognoscible. Hobbes considerava que els homes, per obtenir seguretat, renunciaven a la seva llibertat i capacitat d'autogovern, per permetre que els governants, actuïn en nom dels ciutadans, dels quals en són representants. Però segons John Locke, els éssers humans tenen drets als quals no poden renunciar, sent aquesta la base fonamental del sistema liberal: la necessitat de respectar els drets que els homes posseeixen de forma innata. Els governants no poden actuar com vulguin, han de respectar els drets individuals, estant així limitats. El poder no és absolut, sinó que ha de respectar els drets humans.
Hi ha manaments que estan per sobre de les lleis positives i que responen a la mateixa natura humana, descoberta per l'exercici de la raó o per revelació. Aquests manaments obliguen a conservar la pròpia vida i la dels altres, a no robar, a intentar actuar sense violència i respectar els contractes signats o aparaulats.
La filosofia política de Locke és considerada com una etapa fundadora del pensament liberal. Aquesta modernitat és de vegades discutida; les raons d'aquesta discussió seran exposades més a baix.
Al principi, es pot descriure aquesta filosofia política en tres parts:
- la llei natural
- la propietat
- el liberalisme

### La llei natural
Locke descriu així la l'estat natural:
| « | (anglès) To understand political power aright, and derive it from its original, we must consider what estate all men are naturally in, and that is, a state of perfect freedom to order their actions, and dispose of their possessions and persons as they think fit, within the bounds of the law of Nature, without asking leave or depending upon the will of any other man. […] keeping of faith belongs to men as men, and not as members of society | (català) Per ben bé entendre el que és poder polític i derivar el significat des del seu original, hem de considerar quina propietat tenen tots els homes al seu estat natural i, és a dir, un estat de llibertat perfecta per ordenar les seves accions i disposar de les seves possessions i persones segons creguin oportunes, dins dels límits de la llei de la Naturalesa, sense demanar permís ni dependre de la voluntat de cap altre home. […] tenir fe és una propietat de l'home com home i no pas de l'home com a membre d'una comunitat. | » |
| — John Locke, A Essay Concerning the true original, extent, and end of Civil Government (1690) Capítol 2 «On the State of Nature, §4 & §14 | | |   |

A l'estat natural, els humans són lliures i iguals. En efecte, cap home no és sotmès per naturalesa a qualsevol, ja que un no pot ser sotmès a la voluntat arbitrària d'un altre home, ni ser obligat a obeir a lleis que un altre instituiria per a ell: a l'estat salvatge, ningú no té autoritat legislativa. La igualtat social és una conseqüència d'aquesta llibertat, ja que si no existeix cap relació natural de subjecció personal, és per l'absència de distinció manifesta entre els homes: tots tenen les mateixes facultats.
No obstant això, la llibertat d'aquest estat no és llicenciosa; cadascun és obligat a fer-ne el millor ús exigit per la seva conservació (§4). L'estat salvatge implica ja certes regles. Si no hi ha cap llei humanament instituïda, tots els homes han d'obeir tanmateix a la llei natural, llei descoberta per la raó (o per la revelació) i que és d'origen diví.
Aquesta llei prohibeix als homes fer tot el que desitgen; tenen el deure:
- de conservar la seva pròpia vida, que és un do de Déu (§6);
- de respectar la vida, la llibertat, els béns de'altri, ja que és necessari per a la seva conservació que cadascun vigili la subsistència del gènere humà, una vegada que la seva pròpia és assegurada;
- d'esforçar-se a portar una vida tranquil·la i harmoniosa amb els altres; la violència és així prohibida, excepte per defensar-se o defensar altres (§7);
- de respectar la paraula donada i d'executar els contractes (§14).

La llibertat està en el respecte d'aquestes obligacions prescrites per les lleis de la naturalesa, ja que obeint-lo l'home és portat a fer el que és conforme amb la seva naturalesa i als seus interessos. La llibertat no és ja que una absència d'obstacles exteriors a la realització del seu desig, sinó a l'obediència de les prescripcions divines descobertes per la raó.

### La propietat
El pas de la llei natural a la propietat (en un sentit ampli) es fa per dret. En efecte, en la mesura que l'home té deures naturals és igualment portador del dret d'haver de garantir la possibilitat de realitzar els seus deures. Els seus drets són naturaleses, vinculades a la seva persona, ja que estan fundades en la seva naturalesa humana, en el que exigeix la realització del que és naturalment destinat i que li ha revelat la llei divina.
Locke enuncia tres drets fonamentals:
- dret a la vida i a fundar una família
- dret a la llibertat
- dret al gaudir dels seus béns i sobretot a l'intercanvi

Aquests drets defineixen un àmbit d'inviolabilitat de la persona humana; el seu caràcter natural exclou que sigui legítim de fer-ne canvis, o de no reconèixer-los segons convencions.
Entre aquests drets que precedeixen totes les institucions humanes, Locke col·loca el gaudi dels béns. En efecte, la propietat privada és necessària per a la conservació de la vida i l'exercici de la seva dignitat humana. Hi ha un dret a posseir tot el que és necessari per a la subsistència.
No obstant això, ja que el món ha estat donat als homes per Déu, cal explicar la legitimitat de l'apropiació individual:
| « | Tot i que la terra i totes les criatures inferiors pertanyen en comú a tots els homes, cada home és tanmateix propietari de la seva pròpia persona. Cap de diferent d'ell mateix no posseeix un dret sobre ella, el treball del seu cos i l'obra de les seves mans li pertanyen. Barreja el seu treball amb tot el que fa sortir de l'estat en el qual la naturalesa l'ha deixat, i hi posa alguna cosa que és seva. I així ho converteix en la seva propietat. Aquesta cosa és extreta per ell del comú on la naturalesa l'havia posat, el seu treball li afegeix alguna cosa, que exclou el dret comú dels altres homes. | » |

 (§27)
L'home és ja que l'únic propietari de la seva persona i del seu cos, i gaudeix d'un dret de propietat exclusiva. És igualment propietari del seu treball: una cosa treballada deixa de ser una propietat comuna:
| «       | Així, l'herba que el meu cavall menja, els terrossos de terra que el meu criat ha arrencat, i els forats que he fet en llocs en els quals tinc un dret comú amb altres, es converteixen en el meu bé i el meu heretatge propi, sense el consentiment de qui sigui. | » |
| — (§28) | |   |

Hi ha tanmateix un límit a la legitimitat d'aquesta apropiació privada:
| «       | si en queda prou, d'una qualitat bona, i fins i tot més que no podien utilitzar els individus que no se n'havien ocupat encara. | » |
| — (§33) | |   |

Però, una vegada exposada la idea de propietat pel treball, cal encara explicar com l'home és el propietari de la seva persona. Locke defineix així la persona:
| «                                            | És, penso, un ésser que pensa i intel·ligent dotat de raó i de reflexió, i que es pot considerar ell mateix com una mateixa cosa que pensa en diferents temps i llocs. El que prové de manera única d'aquesta consciència (consciousness) és inseparable del pensament, i que és essèncial: ja que és impossible a algú de percebre sense també percebre que percep. | » |
| — Assaig sobre l'enteniment humà , II, 27, 9 | |   |

La identitat personal està fonamentada en la continuïtat de la consciència en el temps, i aquesta consciència constitueix la identitat que, per mitjà de la memòria, es manté en el temps i ens permet reconèixer-nos nosaltres mateixos.
Ara bé, aquesta capacitat de la consciència:
- és fonamentalment apropiadora, ja que permet reconèixer accions i pensaments com a seus, per exemple permet identificar un agent responsable enfront dels homes i del creador;
- fonamenta la propietat de si mateix, en particular del cos que és el cos d'un, i que es presenta així a la seva consciència (per les seves accions i els seus resultats).

Per resumir el pensament de Locke sobre la propietat, es pot dir que la propietat de les coses no és només requerida per subsistir; la propietat és una extensió de la propietat de la persona. En aquest sentit, la propietat dels béns té el mateix caràcter inviolable que la persona humana. Aquesta persona és concebuda com una relació d'ella a ella mateixa en tant que propietat. Cada home és l'únic propietari de la seva persona, de la seva vida, de la seva llibertat i dels seus béns.

### El «pare» del liberalisme
El pensament de Locke pot ser considerat com el pare del liberalisme, tant en l'aspecte polític com en l'aspecte econòmic.
Sobre el liberalisme polític, la pregunta que es fa Locke és de saber si es pot pensar el poder polític sense que la seva institució no comporti la pèrdua de la llibertat dels individus que hi són sotmesos. Els homes de l'estat natural són per a Locke propietaris, són compromesos en relacions econòmiques; aquest punt tendeix ja a fer concebre un Estat que es conformaria a garantir el que s'ha guanyat, sense que intervingui en la societat. El poder polític no està ja considerat per instituir l'ordre social per lleis, sinó que és al servei de la societat per corregir els elements que tendirien a perjudicar-lo.
Locke conclou que el poder polític troba el seu origen en el consentiment d'aquells sobre els quals s'exercita l'autoritat i té la seva finalitat en la garantia del respecte dels drets naturals de tot home, que ha d'arbitrar els conflictes i exercir un dret de castigar.
| «                                                                                      | Les homes ja que surten de l'estat natural, i entren en una societat política, quan creen i estableixen jutges (poder legislatiu) i sobirans sobre la terra, a qui comuniquen l'autoritat d'acabar tots els conflictes (poder executiu), i de castigar totes les injúries que poden ser fetes a algú pels membres de la societat; i arreu on es veu un cert nombre d'homes, que d'alguna manera s'hagin associat, i entre els quals no es troba un poder decisiu, al qual es pugui apel·lar, s'ha de mirar l'estat on són, com és sempre l'estat natural.[…] En la societat política, cadascun dels membres ha estat desposseït del seu poder natural, i l'ha posat en mans de la societat | » |
| — John Locke, Tractat del govern civil, capítol VII, «De la societat política o civil» | |   |

El poder polític d'aquesta manera és amputat de les seves dimensions ètica i religiosa; no pot prohibir els cultes, no s'ocupa de la salut de l'ànima dels homes ni de la seva perfecció moral. Aquests assumptes són estrictament personals. L'Estat és un instrument i el seu paper és reduït als interessos civils i temporals dels homes dels quals ha de protegir la vida, la llibertat i els béns.
En limitar així el seu abast, Locke proposa una jerarquització dels poders, una organització institucional que permeti controlar el seu exercici, i afirma en conseqüència que el poble té el dret (fins i tot l'obligació) de resistir quan el poder es passa de la ratlla dels límits que li són assignats per la seva funció.

#### La jerarquització del poder
El contracte social crea una comunitat única posseïdora de tots els poders. Però, no podent exercitar ella mateixa els seus poders, aquests són delegats a magistrats. En tota organització política, existeix una part que defineix allò que cada poder ha de fer, i una part que designa els titulars d'aquests poders als quals s'obeeix.
Mentre que el recurs a la força concerneix els poders executiu i federatiu, el legislatiu pertany a la societat mateixa. El poder legislatiu és per a Locke el poder suprem: aquest poder no pot ser absolut i arbitrari:
- el dret positiu és subordinat a les lleis de la naturalesa;
- aquest poder és la posada en comú del poder dels individus: no hi pot haver poder superior;
- aquest poder és universal, no s'adreça als particulars com a tals;
- és un poder estable i públic, instaura un ordre jurídic regular;
- és impossible que el poder legislatiu privi un home dels seus béns, ja que aquesta propietat és inviolable;
- el poder legislatiu no té més que el poder de fer lleis, i és absolutament dependent de la comunitat: sola aquesta última té el dret de designar instàncies legislatives i el dret de controlar-ne l'exercici.

La jerarquització dels poders consistirà llavors per a Locke a sotmetre el poder executiu al poder legislatiu, ja que aquest últim és el poder suprem i és l'expressió de la voluntat d'una comunitat. La norma i el dret tenen la primacia i ningú està per sobre de la llei. El poder executiu és naturalment inferior, ja que executa només les decisions del poder legislatiu.
Per evitar la concentració dels poders, cal delegar-los a instàncies diferents i fins i tot delegar a diverses instàncies el mateix poder; per exemple, el legislatiu pot pertànyer a una assemblea i al rei. Però és preferible confiar aquest poder totalment o en part a una assemblea escollida i renovable, per tal que cap individu de la societat no sigui privilegiat.
Aquesta organització implica amb tot riscos d'abús, abús tant del poder executiu com del poder legislatiu. Segons Locke, la comunitat és sempre l'única verdadera posseïdora d'aquests poders. En conseqüència, té el dret de controlar-ne l'exercici, i és l'únic jutge en aquest àmbit. Si el poder legislatiu és utilitzat abusivament, la comunitat declara nul·les les decisions de la instància judicial, i aquesta es dissol.

##### Dret de resistència
Ja que hi pot haver abusos, i ja que la comunitat en cap cas no pot ser privada dels seus drets, cal que la comunitat tingui també un dret de resistència.
Locke distingeix tres casos on el dret de resistència s'aplica:
- traïció d'un magistrat (per exemple, exercici de la força fora del dret: usurpació, tirania);
- quan un magistrat negligeix la seva funció;
- sobre proves d'un projecte de traïció.

Aleshores retorna a la comunitat el dret de jutjar, i, quan algú vol exercitar un poder per al qual no ha estat designat (així quan algú vol exercir un poder que no existeix), la desobediència és legítima.

### La justícia social
La idea d'un estat natural no és només per a Locke un mitjà de fundar els drets individuals de la propietat; en efecte, aquest dret de propietat, en la seva formulació mateixa, implica certes restriccions que defineixen un deure de caritat que es dedueix del deure de tot home de preservar el gènere humà. Hi ha un límit a aquest dret inviolable de la propietat individual: un propietari, fins i tot si està en el seu dret, té el deure de cedir els béns inútils a la seva subsistència, en la mesura que aquests béns poden ser d'ajuda a individus desproveïts: aquestes persones hi tenen dret, però amb la condició de ser realment en la impossibilitat de proveir les seves pròpies necessitats.
Aquest deure de caritat introdueix almenys en l'individualisme possessiu de Locke una solidaritat mínima que el limita. Aquesta caritat és una prescripció universal que crida l'individu propietari a la modèstia, i que ve a temperar el liberalisme individualista de Locke: encara que cadascun pugui reivindicar legítimament els drets que posseeix sobre els seus béns, l'apropiació privada dels béns de la Terra no té al cap i a la fi la seva verdadera legitimitat sinó quan és en benefici de tots, ja que la Terra és comuna, i tot home hi té dret. Així, Locke pensa que el seu sistema liberal pot augmentar els recursos de tots els homes, i omplir aquest deure de caritat:
- aquest sistema augmenta els recursos disponibles;
- realitza ell mateix una distribució de les riqueses; els menys afavorits d'una societat es troben llavors en una situació millor que si aquesta societat no hagués existit.

### LaCarta sobre la tolerància
L'argument central de la Carta sobre la tolerància és la distinció de l'Estat i de les esglésies, per les seves diferències pel que fa als seus fins temporals o espirituals i els mitjans utilitzats (força o persuasió).
Per a Locke, és ben clar que només el magistrat té la càrrega del poder temporal, que consisteix a mantenir per la llei un ordre públic assegurant el bé públic i la pau civil. El magistrat no té cap dret sobre els interessos espirituals dels individus, ja que cadascun és lliure d'escollir la manera de viure que considera que li assegurarà la salvació de l'ànima. Cadascun es pot adherir lliurement als dogmes que li agradin; les societats religioses han de ser lliures i voluntàries, però no tenen cap legitimitat pel que fa a l'ús de la força, i no tenen cap dret d'influenciar les decisions de l'acció política pública.
El poder polític ha de tolerar les sectes sempre que respectin aquestes condicions; la missió temporal de l'Estat exigeix d'ell que protegeixi els drets de tots els homes siguin quines siguin les seves creences, i precisament perquè cada home pugui portar la seva vida segons les creences que jutgi millors, i de les quals és de dret l'únic jutge.
A aquesta tolerància política i religiosa, Locke aporta no obstant això diverses restriccions. Aquestes restriccions es desprenen del fet que no concep la tolerància per a ella mateixa, sinó amb l'objectiu de conciliar la preservació de la llibertat individual i la pau civil.
Locke formula quatre restriccions:
- no es pot tolerar cap home que estigui contra la societat i els bons costums indispensables al manteniment de la societat civil;
- no es pot tolerar que alguns s'atribueixin privilegis particulars, per a ells o per a la seva secta, perjudicials per a la societat ;
- no es pot tolerar una Església sotmesa a una autoritat diferent de la del magistrat (per exemple, al Papa);
- finalment, no es poden tolerar els ateus, ja que la seva absència de fe treu segons Locke la necessitat de respectar les institucions del país.

Locke combat així alhora l'autoritarisme dogmàtic que destrueix les condicions de la llibertat de consciència imposant certes concepcions del bé, i l'anomia individualista que construeix les condicions de la vida social per la recerca sense restricció del bé col·lectiu a partir de l'individu no implicat en la societat sense recurs ni al poder ni a la religió ni a la propietat. La llibertat individual en l'àmbit de la religió ha de ser tan gran com sigui possible, ha de ser garantida per lleis, però sempre ha de restar compatible amb les condicions polítiques que li permeten existir.

## Model educatiu
Locke exposa les bases del seu pensament sobre l'educació a la seva obra Pensaments sobre l'educació, traduït de l'anglès: Some Thoughts Concerning Education (1693). Aquesta obra va ser escrita com una sèrie de consells per educar el fill d'un amic aristòcrata, ja que pensava que la dona o els nens de classe baixa requerien un altre tipus de formació.
L'home per a ell neix amb la ment en blanc (tabula rasa) i a través de l'educació arriba a desenvolupar la seva personalitat. És important respectar els gustos de l'infant en la mesura de possible, ja que les vivències de les primeres edats tenen una gran influència en la vida adulta.
Una correcta educació combina el desenvolupament de la intel·ligència, exercici físic i l'aprenentatge dels valors morals considerats desitjables. També ha d'ensenyar com raonar correctament i proporcionar bons hàbits vitals, de tal manera que esdevinguin adults al més aviat possible.

## Epitafi
| « | (llatí) Siste Viator Hic juxta situs est Johannes Locke. Si qualis fuerit rogas, mediocritate sua contentum se vixesse respondet. Literis innutritus eo usque tantum profecit, ut veritati unice litaret. Hoc ex scriptis illius disce, quae quod de eo reliquum est majori fide tibe exhibebunt, quam epitaphii suspecta elogia. Virtutes si quas habuit, minores sane quam sibi laudi duceret tibi in exemplum proponeret; vita una sepeliantur. Morum exemplum si squaeras in Evangelio habes: vitiorum utinam nusquam: mortalitatis certe (quod prosit) hic et ubique. Natum Anno Dom. 1632 Aug. 29 Mortuum Anno Dom. 1704 Oct. 28 Memorat haec tabula brevi et ipse interitura. | (català) Atura't, viatger. Aquí rau John Locke. Si et preguntes quina classe d'home era, ell mateix et diria que algú content amb la seva mitjania. Algú que, encara que no va anar tan lluny en les ciències, només va buscar la veritat. Tot això ho sabràs pels seus escrits que t'informaran més fidelment que els sospitosos elogis d'un epitafi. Els seus virtuts, si en va tenir, eren massa menudes tant com per lloar-lo com per posar-te-les d'exemple. Que els seus vicis queden sebollides junts amb ell. Si busques un exemple de seguir, als Evangelis el trobes; si un vici, tant de bo enlloc; si un que la mortalitat et sigui de profit, aquí i arreu. Nascut el 29 d'agost de l'any de nostre Senyor de 1632 Mort el 28 d'octubre de l'any de nostre Senyor de 1704 aquest epitafi, que també és perible, n'és un record. | » |

## Obres
- A Letter Concerning Toleration, (1689)
  - A Second Letter Concerning Toleration (1690)
  - A Third Letter for Toleration (1692), traduït al català.[10]
- An Essay Concerning Human Understanding (Assaig sobre l'enteniment humà) (1690)
- An Essay Concerning the true original, extent, and end of Civil Government (1689). Reeditat el 1690, 1698 i 1713. Cada reedició inclou canvis i variacions sobre l'anterior. Tot i que el mateix Locke va comunicar en una carta que l'última versió (publicada pòstumament pel seu secretari el 1713) és la que volia que «passés a la posteritat», actualment se segueixen editant traducció de la primera i tercera versió. Hi ha importants canvis, especialment en el capítol V, sobre la propietat.[11]
- Some Thoughts about Education (1693), traduït al català.[9]
- The Reasonableness of Christianity, as Delivered in the Scriptures (1695, La sensatesa del cristianisme, tal com es va transmestre a les escriptures)
  - A Vindication of the Reasonableness of Christianity (1695, Una vindicació de la sensatesa del cristianisme).

### Traduïdes al català
- Assaig sobre el govern civil, precedit de la Carta sobre la tolerància, traduït al català per Jaume Medina i Joan Sellent, editat per Josep Ramoneda, Barcelona, 1983[10]
- Assaig sobre el Govern Civil. Inclòs en el volum recopilatori: Sobirania i autogovern : dret natural i propietat en el pensament polític del segle XVII.. Traducció: Jaume Medina i Joan Sellent. Estudi introductori: Adriana Luna-Fabritius.  Barcelona: Generalitat de Catalunya. Institut d’Estudis de l’Autogovern, 2022, p. 41-166. ISBN 978-84-19326-07-2.
- Pensaments sobre l'educació (1991), traduït per Pilar Espadaler, amb una introducció de Pere Solà i Gussinyer.[9]

### Manuscrits o publicacions pòstumes
- 1660. First Tract of Government (Primer Tractat de Govern o the English Tract)
- 1662. Second Tract of Government (Segon Tractat de Govern o the Latin Tract)
- 1664. Questions Concerning the Law of Nature (text definitiu en llatí, amb traducció a l'anglès)[12]
- 1667. Essays Concerning Toleration
- 1706. Of the Conduct of the Understanding (La conducta de l'enteniment)
- 1707. A paraphrase and notes on the Epistles of St. Paul to the Galatians, I & II Corinthians, Romans, Ephesians (Paràfrasi i notes sobre les epístoles de Sant Pau)